# Empire: Total War
Empire: Total War ist der fünfte Teil der Computer-Strategiespielserie Total War, der von Creative Assembly entwickelt und vom japanischen Mutterkonzern Sega im März 2009 für Windows veröffentlicht wurde.
In einer Kombination von rundenbasierten und Echtzeitspielelementen übernimmt der Spieler die Kontrolle über eine Großmacht des 18. Jahrhunderts. Es gilt dabei die Einflusssphäre des beispielsweise mit Spanien, Schweden oder Preußen ausgewählten Staates über die tatsächlichen historischen Grenzen hinaus auszudehnen und eine hegemoniale Vormachtstellung aufzubauen. Dazu stehen dem Spieler sowohl militärische als auch diplomatische Mittel und die Einflussnahme über wirtschaftliche Abhängigkeiten zur Verfügung. Die strategische Organisation der Abläufe wie beispielsweise das Verschieben von Einheiten erfolgt ausnahmslos im rundenbasierten Teil des Spiels. Treffen jedoch verfeindete Streitmächte aufeinander, geht das Spiel in den Echtzeitmodus über. Die darin unter Zeitdruck zu treffenden Entscheidungen erlauben es dem Spieler, in militärische Gefechte durch entsprechende taktische Maßnahmen aktiv einzugreifen und so den Schlachtenausgang unmittelbar zu beeinflussen.
Trotz anfänglich schwerer technischer Mängel entwickelte sich Empire: Total War innerhalb nur kurzer Zeit weltweit zu einem Kassenschlager und übertraf seine Vorgänger deutlich. Die Spielepresse nahm das Spiel ebenfalls positiv auf und lobte insbesondere die große Komplexität und die historische Genauigkeit der Darstellung.
Etwa ein Jahr nach Veröffentlichung von Empire: Total War erschien mit Napoleon: Total War ein Ableger. Im September 2012 veröffentlichte das Unternehmen Feral Interactive eine Umsetzung von Empire: Total War für macOS. Im Dezember 2014 folge eine Portierung für Linux.

## Spielprinzip

### Allgemein
Empire: Total War ist ein im 18. Jahrhundert zu Zeiten des weltweiten Kolonialismus angesiedeltes Globalstrategiespiel. Es umfasst und simuliert Einflüsse verschiedener Themenbereiche wie Wirtschaft, Politik und Religion. Strategisch orientierte Elemente kommen im rundenbasierten Spielmodus zum Tragen, militärische Auseinandersetzungen und taktische Spielzüge spielen sich dagegen im Echtzeitmodus ab.
Die Rahmenhandlung des Spiels bildet die Große Kampagne, deren Einzelschauplätze sich auf verschiedene Erdteile wie beispielsweise Europa, Amerika und Indien erstrecken. Das Spielziel ist es, das Territorium der eigenen Nation auszudehnen und rivalisierende Nationen zu bezwingen.

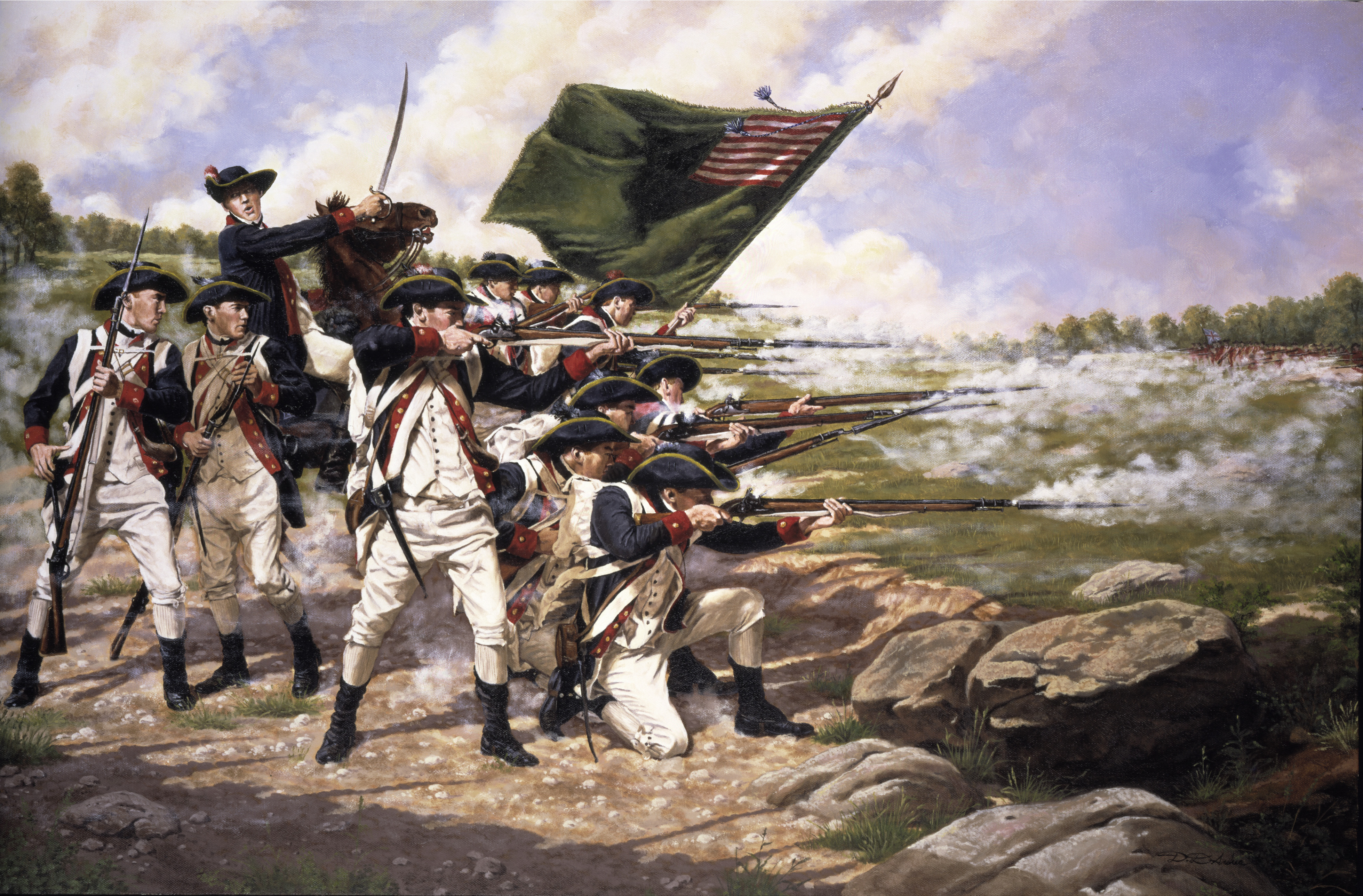
Der Amerikanische Unabhängigkeitskrieg ist das Thema der Einführungskampagne

Zur Heranführung des Spielers an die Benutzeroberfläche und zur Einstimmung auf die weltpolitische Situation im 18. Jahrhundert fungiert die Einführungskampagne Der Weg zur Unabhängigkeit. Dabei wird insbesondere die Bildung der Vereinigten Staaten von Amerika aus den vormaligen britischen Kolonien im Amerikanischen Unabhängigkeitskrieg nebst Franzosen- und Indianerkrieg thematisiert. Der Schwierigkeitsgrad und die zur Verfügung stehenden Mittel zum Lösen vorgegebener Aufgaben nehmen mit fortschreitender Dauer stetig zu. Dabei unterstützend wirken in die Handlung eingebettete Spielcharaktere mit Ratschlägen beispielsweise zu grundlegenden Spielprinzipien. Dadurch ist der Spieler nach Absolvieren aller vier nacheinander freigeschalteter Einzelepisoden über die wesentlichen Mechanismen des Spiels informiert. In den ersten drei wird die Geschichte von der britischen Kolonisation Amerikas erzählt. Sie beginnt mit der Gründung und dem Ausbau der Siedlung Jamestown, behandelt den Franzosen- und Indianerkrieg und mündet schließlich in den amerikanischen Unabhängigkeitskrieg. Nach erfolgreich erkämpfter Unabhängigkeit wird die vierte Episode freigeschaltet. Sie ist im Grunde eine normale Große Kampagne, in der man die Kontrolle über die Vereinigten Staaten übernimmt. Allerdings ist diese Kampagne kürzer als die anderen, denn sie beginnt im Jahr 1783 und endet 1825.
Außerhalb des Kampagnenmodus besteht zudem die Möglichkeit, historische Schlachten mit den entsprechenden Fraktionen zu spielen. Außerdem besteht die Möglichkeit, eigene Land- oder Seeschlachten zu erstellen. Dazu stehen dem Spieler eine Reihe von Fraktionen und Einheiten sowie zahlreiche Karten zur Verfügung.

### Rundenbasiertes Spiel
Der rundenbasierte Teil des Spiels wird von einer Übersichtskarte, der sogenannten Weltkarte oder Kampagnenkarte, aus gesteuert. Pro zeitlich unbegrenzter Runde kann der Spieler dabei verschiedene Aktionen festlegen und nach Abschluss der Runde ausführen lassen. Zu den rundenbasierten Aktivitäten zählt das Verwalten von Provinzen, die Befehlsausgabe an militärische Einheiten und der Einsatz von diplomatischen Mitteln. Danach werden die Züge der vom Computer gesteuerten Fraktionen ausgeführt, wonach wiederum die nächste Runde für den Spieler beginnt.
Auf der dreidimensional dargestellten Weltkarte, die verschiedene Regionen wie Europa, die Ostküste Amerikas, weite Teile Südwestasiens und Indien abbildet, wird die Verwaltung der verschiedenen Landesprovinzen zum Gewinn wirtschaftlicher und militärischer Ressourcen durch Truppenaushebungen organisiert. In jeder dieser Provinzen befindet sich eine Provinzhauptstadt. Dort zu erhebende Steuern dienen beispielsweise zum Finanzieren von militärischen Expeditionen oder zum Bau von Kasernen, Verwaltungssitzen und Festungsanlagen. Eine Neuerung von Empire: Total War gegenüber seinen Vorgängern ist, dass auch außerhalb der Provinzhauptstadt an Ressourcenlagerstätten oder in Dörfern der Umgebung Gebäude errichtet werden können. Zu Beginn einer Kampagne existieren nur wenige Dörfer auf der Karte, neue können – durch den Spieler jedoch nicht unmittelbar beeinflussbar – im Laufe des Spiels durch wirtschaftliches Wachstum der Provinzhauptstädte entstehen.
In den Provinzhauptstädten sind je nach Stimmung der eingesessenen Bevölkerung Aufstände und Lossagungen möglich.  In bestimmten Provinzen können durch Revolten neue Fraktionen und damit neue Spieleinflüsse entstehen. Ein Beispiel dafür ist Griechenland, das sich vom Osmanischen Reich lossagen kann. In der Heimatprovinz, also in der Provinz, in der die Hauptstadt einer Fraktion liegt, des Spielers sind bei zu hoher Unzufriedenheit auch Revolutionen möglich. Dem Spieler wird dabei die Wahl gelassen, ob er die Revolutionäre unterstützen oder bekämpfen will. Im Falle eines Sieges der Revolutionäre ändert sich die Staatsform. Es gibt im Spiel drei Staatsformen, die absolute Monarchie (z. B. in Schweden), die konstitutionelle Monarchie (z. B. in Großbritannien) oder die Republik (z. B. in Venedig). Jede Staatsform besitzt Vor- und Nachteile, die sich auf die Zufriedenheit der eigenen Bevölkerung aber auch auf die wirtschaftliche Leistungsfähigkeit auswirken. Gemäß den historischen Gegebenheiten starten die meisten Staaten als absolute Monarchien, was große Freiheiten in der Verwaltung der eigenen Nation ermöglicht, jedoch die Gefahr von Aufständen durch allgemeine Unzufriedenheit mit den vorherrschenden monarchistisch-feudalistischen Strukturen erhöht.
Neben der innenpolitischen Situation beeinflussen zudem religiöse Aspekte die Zufriedenheit der Bevölkerung. Im Spiel sind sieben Religionen vertreten: Neben dem Protestantismus existiert die Orthodoxie, der Katholizismus, der Islam, der Hinduismus, der Buddhismus und der Sikhismus. Jeder Staat der Spielewelt ist von einer dieser Religionen dauerhaft geprägt. Für jede Stadt existiert eine Übersicht über die Stärke der Vertreter verschiedener Religionen. Weicht die Religionszugehörigkeit der Mehrheit der Bevölkerung von der Staatsreligion ab, so beeinflusst dies die Zufriedenheit der Bevölkerung zum Negativen und die Gefahr von Aufständen wächst.
Neben den bereits genannten Faktoren spielen militärische Aktivitäten im rundenbasierten Teil eine Rolle. Auf der Kampagnenkarte kann der Spieler seine ihm zur Verfügung stehenden Einheiten steuern. Einheiten lassen sich zu größeren Verbänden bis hin zu Armeen gruppieren, um die Kampfkraft zu erhöhen. Nach der Auswahl der Verbände werden diesen Zielkoordinaten vom Spieler zugewiesen, die sie anschließend automatisch über den kürzesten passierbaren Weg ansteuern. Wie weit eine Armee pro Runde ziehen kann, ist durch die ihnen im Rahmen der Spielmechanik zugeordneten Bewegungspunkte festgelegt. Jeder militärische Verband besitzt eine pro Runde nutzbare Anzahl an Bewegungspunkten, die proportional zur Bewegungsgeschwindigkeit der langsamsten mitgeführten Truppengattung ist. Schnelle und bewegliche Kavallerietruppen verfügen beispielsweise über mehr Bewegungspunkte als langsame Infanterie oder Artillerie.
Beim Aufeinandertreffen feindlicher Armeen, sei es im offenen Gelände oder beim Angriff auf feindliche Provinzstädte, liegt es in der Entscheidung des Spielers, den Feind zu bekämpfen oder den Rückzug anzutreten. Optiert der Spieler für den Kampf, kann dieser durch den Computer ohne Zutun des Spielers simuliert werden oder vom Spieler auf einer dreidimensionalen Karte unmittelbar im Echtzeit-Modus ausgefochten werden.

### Echtzeit-Spiel

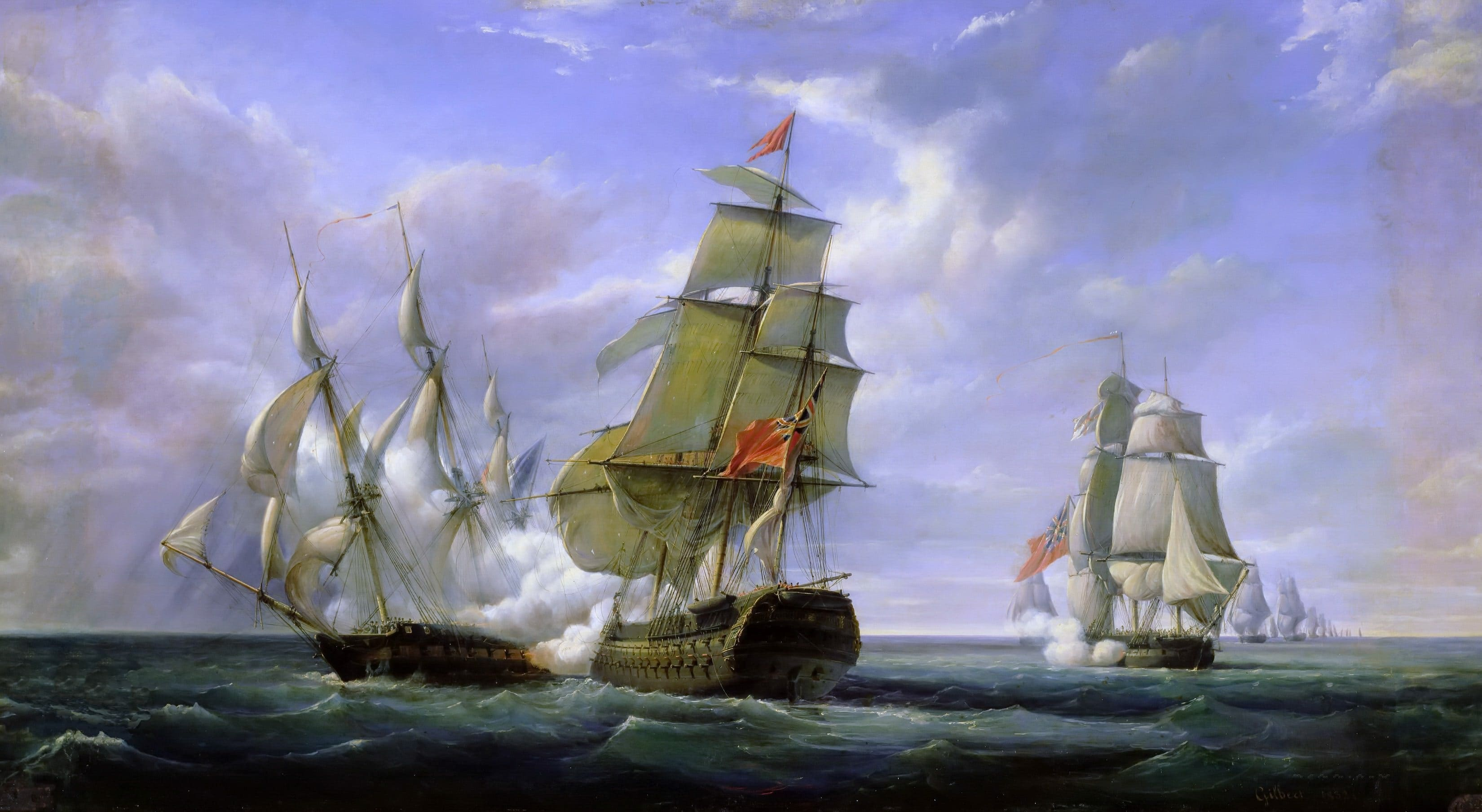
Seeschlachten sind eine Neuerung von Empire: Total War

Beim Echtzeit-Spiel werden in einer dreidimensionalen Umgebung Schlachten zwischen zwei oder mehr Fraktionen ausgetragen. Bei einem Gefecht führt jede beteiligte Fraktion bis zu 20 Einheiten ins Feld, die jeweils aus 12 bis 200 Soldaten bestehen. Die Zahl der Männer pro Einheit hängt von dem Einheitentyp ab, so besteht etwa eine Einheit Kavallerie aus wesentlich weniger Soldaten als eine Einheit Linieninfanterie.
Den Fraktionen stehen für die Schlachten zahlreiche Einheitentypen zur Verfügung, die sich an den historischen Rahmenbedingungen orientieren. Häufige Truppentypen sind Linieninfanteristen, Grenadiere und Kavallerie, aber auch Artillerie in Form von Kanonen, Haubitzen und Mörsern. Viele Fraktionen verfügen zusätzlich noch über individuelle Einheiten. So verfügen die verschiedenen Indianerstämme über Axtkämpfer und die indischen Kulturen über Kriegselefanten.
Eine Schlacht ist in drei Phasen unterteilt. Zunächst formieren sich die Armeen und können dabei im Verteidigungsfall befestigte Stellungen aufbauen. Nachdem die Aufstellung beendet ist, was der Spieler per Knopfdruck entscheiden kann, beginnt die Kampfphase. Da die Schlachtfelder meist sehr weitläufig sind, sind eine Vielzahl von Taktiken und Strategien möglich. Dem Spieler stehen zahlreiche Befehle zur Verfügung, die er seinen Truppen erteilen kann. Dies schließt Bewegungs- und Angriffsbefehle ebenso ein, wie Formations- und Verhaltensanweisungen. Letztere können sich dabei sowohl auf die direkte Kampfkraft, als auch auf die Moral der Einheiten auswirken. Die Moral ist ein wichtiger Faktor in den Gefechten, denn sie bemisst die Standhaftigkeit der Soldaten. Soldaten mit geringer Moral sind eher geneigt, vom Schlachtfeld zu fliehen. Faktoren, die die Moral negativ beeinflussen sind z. B. Fernbeschuss, überraschende Kavallerieangriffe oder deutliche numerische Unterlegenheit. Das Wetter kann ebenfalls Einfluss auf das Kampfgeschehen haben. So erhöht beispielsweise Regen die Wahrscheinlichkeit von Fehlzündungen bei Musketieren während Nebel die Sichtweite aller Einheiten verringert.
Die dritte Phase beginnt, nachdem eine Armee besiegt wurde. Der Spieler besitzt dann die Option, alle fliehenden Gegner zu verfolgen und zu bekämpfen. Eine Armee ist besiegt entweder, wenn alle ihre Einheiten aufgerieben wurden, oder wenn sich alle Einheiten auf der Flucht befinden. Verteidiger können zusätzlich eine Schlacht durch Spielen auf Zeit gewinnen. Denn es gibt eine Uhr, die wahlweise auf 20, 40 oder 60 Minuten eingestellt werden kann. Sollte es dem Angreifer innerhalb dieser Zeit nicht gelingen, den Verteidiger zu besiegen, so hat der Verteidiger die Schlacht gewonnen.
Dieses Prinzip gilt erstmals auch bei Seeschlachten. Denn zum ersten Mal in der Total-War-Reihe ist es möglich, als Spieler Seegefechte zu führen. In den vorherigen Serienteilen gab es lediglich die Möglichkeit, diese automatisch entscheiden zu lassen, wobei das Programm Faktoren wie Mannstärke und Schiffstypen berücksichtigte. Bei Seeschlachten führen die einzelnen Flotten bis zu 20 Schiffe in die Schlacht, die sich in Mannstärke, Kanonenzahl und Größe teilweise erheblich voneinander unterscheiden. Die Flotten kämpfen gegeneinander, bis eine Flotte entweder zerstört wurde oder flieht. Eine weitere Möglichkeit zu siegen, besteht darin, die feindlichen Schiffe durch Entermanöver zu erobern.
Die Schiffe verfügen über ein detailliertes Schadensmodell. Es ist möglich, einzelne Teile feindlicher Schiffe, z. B. Masten oder einzelne Kanonendecks, gezielt zu zerstören. Durch starken Beschuss an einzelnen Stellen können Schiffe auch in Brand geraten oder einen Rumpfbruch erleiden, der zum Untergang des Schiffs führt. Bei Bränden besteht die Gefahr der Explosion, sobald das Feuer auf Munitionslager übergreift. Schiffsbesatzungen ist es möglich, Brände zu löschen. Dies ist allerdings nur dann effektiv möglich, wenn das Schiff vor weiterem feindlichem Beschuss sicher ist.

### Mehrspieler-Modus
Empire: Total War war der erste Teil der Total-War-Reihe, für den ein umfangreicher Mehrspieler-Modus angekündigt wurde. Zuvor war es lediglich möglich, einzelne Gefechte gegeneinander zu spielen. Für Empire war es geplant, dass die Spieler auch in der Lage sind, die Große Kampagne gegeneinander zu spielen. Der Modus sollte ursprünglich kurz nach der Veröffentlichung des Titels über die Online-Plattform Steam zur Verfügung gestellt werden. Doch aufgrund von Verzögerungen bei der Entwicklung wurde dieser erst nachträglich durch einen Patch am 7. Dezember 2009 veröffentlicht. Für die Nutzung des Mehrspieler-Modus ist eine Registrierung bei der Plattform Sega Pass, die vom Publisher Sega betrieben wird, nötig.
Im Mehrspieler-Modus können zwei Spieler gegeneinander die Große Kampagne spielen. Die Spieler übernehmen dabei jeweils die Kontrolle über eine der zur Verfügung stehenden Nationen und versuchen, diese zu einer Weltmacht zu machen. Die übrigen Nationen werden von der künstlichen Intelligenz – dem Computer – gesteuert. Eine Besonderheit der Mehrspieler-Kampagne ist, dass, sobald es zu Echtzeit-Gefechten zwischen einem menschlichen Spieler und einem computergesteuerten Spieler kommt, der Spielpartner die Rolle der künstlichen Intelligenz im Gefecht übernehmen kann. Allerdings besitzen die Spieler auch die Möglichkeit, gemeinsam die Schlacht gegen den Computer zu bestreiten. Nach der Schlacht übernehmen beide Spieler wieder das Kommando über ihre Nation.
Neben der Mehrspielerkampagne sind weiterhin Mehrspieler-Partien mit Land- und Seeschlachten, Belagerungen und Szenarien über Netzwerk und Internet möglich. Seit August 2012 stellen diese für die meisten Spieler die einzige Mehrspieler-Möglichkeit dar, da Sega ankündigte, keine weiteren Registrierungsschlüssel herauszugeben, wodurch es neuen Spielern nicht mehr möglich ist, auf die Mehrspieler-Kampagne zuzugreifen. Für bereits angemeldete Spieler besteht allerdings noch die Möglichkeit, die Kampagne im Mehrspieler-Modus zu spielen.

## Einheiten

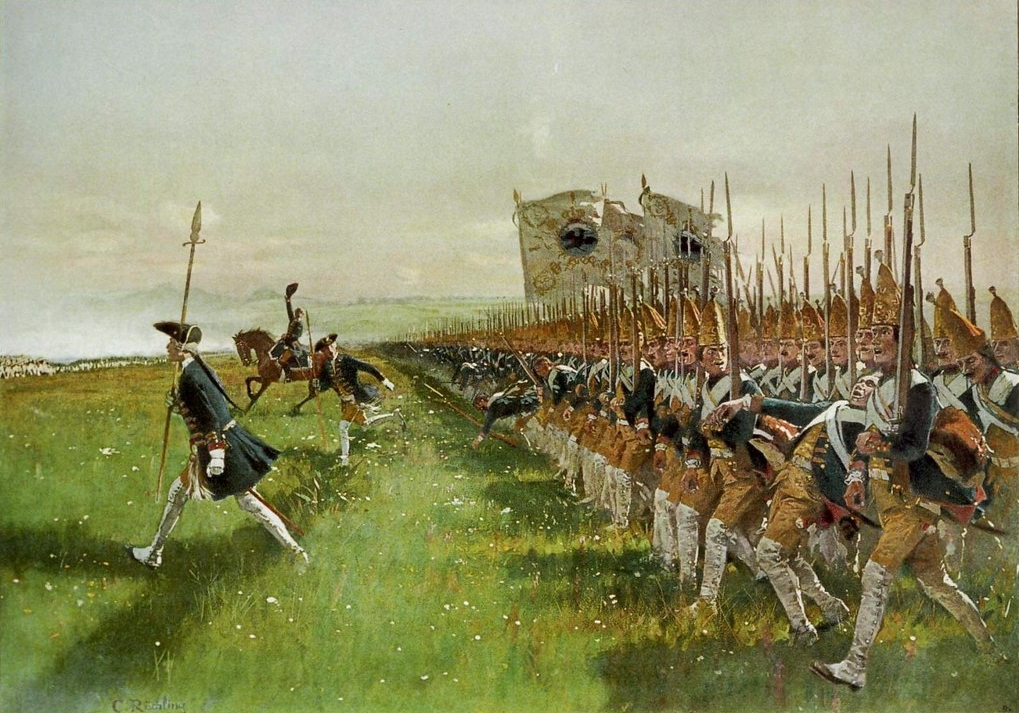
Linieninfanterie zählt zu den häufigsten Truppentypen

Die Spielmechanik simuliert taktische und strategische Einheiten. Diese orientieren sich größtenteils an historischen Vorbildern. Neben dem militärischen Einsatz können Einheiten auch für polizeiliche Aufgaben in Städten eingesetzt werden. Beispielsweise verringert eine starke besetzte Garnison die Gefahr einer Revolte deutlich. Taktische Sondereinheiten wurden häufig als Bonusmaterial bei bestimmten Verkaufsversionen des Spiels mitgeliefert und sind nicht Bestandteil der Grundversion von Empire: Total War.

### Strategische Einheiten
Die insgesamt drei strategischen Einheiten Edelmänner, Lebemänner und Geistliche können, anders als in Vorgänger-Teilen, nicht vom Spieler angeworben werden, sondern erscheinen je nach Entwicklungsstand der Spielerstädte auf der Übersichtskarte. Edelmänner beschleunigen die Forschung in den Städten des Spielers und schalten damit neue Errungenschaften frei. In einem gegnerischen Forschungsgebäude können sie eingesetzt werden, um Technologien zu stehlen. Zudem sind Edelmänner in der Lage, solche anderer Nationen zum Duell zu fordern und damit unschädlich zu machen. Die Lebemänner erfüllen Spionagefunktionen und können fremde Städte und Armeen infiltrieren, Attentate ausführen und Gebäude sabotieren. Die Geistlichen konvertieren Teile der Bevölkerung zu ihrem Glauben, sobald sie in einer eigenen oder fremden Provinz positioniert werden. Dadurch verringern sie die Gefahr von religiösen Unruhen in neu erworbenen Provinzen oder schüren solche in feindlichen Städten.

### Taktische Einheiten
Taktische Einheiten werden im Echtzeit-Modus eingesetzt und lassen sich vom Spieler unmittelbar beeinflussen. Zu diesen Einheiten zählen alle zeitgenössischen Truppengattungen wie zum Beispiel Linieninfanterie, Grenadiere, Kavallerie, Haubitzen- und Mörserartillerie sowie Handels- und Kriegsschiffe. Viele dieser Einheiten stehen fast allen Fraktionen zur Verfügung. Einige wie zum Beispiel die Gardekavallerie, Lanzenreiter oder Nahkampfinfanterie sind dagegen nur einigen wenigen Fraktionen vorbehalten.

## Fraktionen
Es gibt mehr als 50 Fraktionen in Empire: Total War, die auf den Kontinenten Amerika, Europa, Nordafrika und Asien angesiedelt sind. Allerdings sind nur eine Handvoll der Fraktionen spielbar. Das Spiel nimmt dabei eine Unterteilung in große und kleine Nationen vor, wobei nur die großen Nationen spielbar sind. Eine Sonderrolle nehmen die USA ein. Diese müssen erst in der Kampagne Weg zur Unabhängigkeit freigeschaltet werden, bevor sie wie die anderen Nationen ausgewählt werden können.
Die Fraktionen besitzen zu Beginn verschiedene Ausgangsbedingungen, die sich stärker als in früheren Teilen unterscheiden. Die meisten europäischen Großmächte besitzen Kolonialprotektorate, die ihr Territorium freiwillig dem Protektor anschließen, sofern dieser sie beim Aufbau ihrer Siedlungen unterstützt. Andere Nationen starten als Vasallenstaaten und sind daher in ihren Handlungsmöglichkeiten eingeschränkt.
Die Nationen starten mit unterschiedlichen Beziehungen zueinander. Die Ausgangsbeziehungen beruhen überwiegend aus den Beziehungen, die die Nationen miteinander historisch pflegten. So herrscht beispielsweise anfänglich Feindschaft zwischen Schweden und Russland, während Frankreich und Spanien gute Beziehungen miteinander unterhalten. Im Verlauf des Spiels kommen weitere Faktoren hinzu, die Einfluss auf die diplomatischen Beziehungen haben, etwa Kriege, Bündnistreue oder gute Handelsbeziehungen. Bei europäischen Fraktionen stellt zusätzlich territoriale Expansion einen Faktor dar. So sorgt rasche Ausdehnung des eigenen Territoriums bei anderen Nationen, auch bei Verbündeten, für Unmut. Die Qualität der diplomatischen Beziehungen zwischen Nationen beeinflusst den Handel und die Bereitschaft, Bündnisabkommen zu schließen und einzuhalten.
Es gibt fünf Fraktionen, die in der Verkaufsversion des Spiels nicht erscheinen, da sie kurz vor Veröffentlichung herausgeschnitten wurden. Allerdings können sie durch Modifikation der Spieldateien spielbar gemacht werden.
| Übersicht über die Fraktionen       | Übersicht über die Fraktionen        | Übersicht über die Fraktionen | Übersicht über die Fraktionen | Übersicht über die Fraktionen                                                                 | Übersicht über die Fraktionen |
| Flagge Monarchie                    | Flagge Republik                      | Fraktion                      | Religion                      | Anmerkungen                                                                                   | spielbar                      |
| ----------------------------------- | ------------------------------------ | ----------------------------- | ----------------------------- | --------------------------------------------------------------------------------------------- | ----------------------------- |
| Preussen Konigreich                 | Deutsches Reich                      | Preußen                       | protestantisch                |                                                                                               | ✔                             |
| Schweden                            | #                                    | Schweden                      | protestantisch                |                                                                                               | ✔                             |
| Großbritannien Konigreich           | #                                    | Großbritannien                | protestantisch                | anfängliches Protektorat: Dreizehn Kolonien                                                   | ✔                             |
| #                                   | Republik der Vereinigten Niederlande | Vereinigte Provinzen          | protestantisch                |                                                                                               | ✔                             |
|                                     | #                                    | Vereinigte Staaten            | protestantisch                | kann im Verlauf des Spiels die Unabhängigkeit erlangen                                        | ✔                             |
| #                                   | Russland Zarentum 1699               | Kaiserreich Russland          | orthodox                      |                                                                                               | ✔                             |
| #                                   | Polen                                | Polen-Litauen                 | katholisch                    | anfängliche Protektorate: Sachsen, Kurland                                                    | ✔                             |
| #                                   | Frankreich                           | Frankreich                    | katholisch                    | anfängliches Protektorat: Louisiana                                                           | ✔                             |
| #                                   | Osterreich                           | Österreich                    | katholisch                    |                                                                                               | ✔                             |
| Spanien 1785                        | #                                    | Spanien                       | katholisch                    | anfängliches Protektorat: Neuspanien                                                          | ✔                             |
| #                                   | Indien                               | Marathenreich                 | hinduistisch                  |                                                                                               | ✔                             |
| #                                   | Osmanisches Reich 1844               | Osmanisches Reich             | muslimisch                    | anfängliche Protektorate: Krimkhanat, Barbareskenstaaten                                      | ✔                             |
| Danemark                            |                                      | Dänemark                      | protestantisch                |                                                                                               | ×                             |
| Kurfürstentum Braunschweig-Lüneburg |                                      | Hannover                      | protestantisch                |                                                                                               | ×                             |
| #                                   |                                      | Piraten                       | protestantisch                | ist mit jeder Fraktion verfeindet                                                             | ×                             |
| Kurfürstentum Sachsen               |                                      | Sachsen                       | protestantisch                | zu Beginn Protektorat von Polen-Litauen                                                       | ×                             |
| #                                   |                                      | Kurland                       | protestantisch                | zu Beginn Protektorat von Polen-Litauen                                                       | ×                             |
| Großbritannien                      | #                                    | Dreizehn Kolonien             | protestantisch                | zu Beginn Protektorat von Großbritannien                                                      | ×                             |
| Georgien                            |                                      | Georgien                      | orthodox                      |                                                                                               | ×                             |
| #                                   |                                      | Bayern                        | katholisch                    |                                                                                               | ×                             |
| Portugal 1816                       |                                      | Portugal                      | katholisch                    |                                                                                               | ×                             |
| Savoyen                             |                                      | Savoyen                       | katholisch                    |                                                                                               | ×                             |
|                                     | #                                    | Genua                         | katholisch                    |                                                                                               | ×                             |
| #                                   |                                      | Italienische Staaten          | katholisch                    |                                                                                               | ×                             |
| #                                   |                                      | Johanniter                    | katholisch                    |                                                                                               | ×                             |
|                                     | #                                    | Venedig                       | katholisch                    |                                                                                               | ×                             |
| #                                   |                                      | Württemberg                   | katholisch                    |                                                                                               | ×                             |
| Königreich Westphalen               |                                      | Westfalen                     | katholisch                    |                                                                                               | ×                             |
| #                                   |                                      | Louisiana                     | katholisch                    | zu Beginn Protektorat von Frankreich                                                          | ×                             |
| Spanien 1506                        |                                      | Neuspanien                    | katholisch                    | zu Beginn Protektorat von Spanien                                                             | ×                             |
| #                                   | Mauretanien                          | Mogulreich                    | muslimisch                    |                                                                                               | ×                             |
| #                                   |                                      | Dagestan                      | muslimisch                    |                                                                                               | ×                             |
| #                                   |                                      | Persien                       | muslimisch                    |                                                                                               | ×                             |
| #                                   |                                      | Marokko                       | muslimisch                    |                                                                                               | ×                             |
| #                                   |                                      | Maissur                       | muslimisch                    |                                                                                               | ×                             |
| #                                   |                                      | Krimkhanat                    | muslimisch                    | zu Beginn Protektorat vom Osmanischen Reich                                                   | ×                             |
| #                                   |                                      | Barbareskenstaaten            | muslimisch                    | zu Beginn Protektorat des Osmanischen Reichs, ist zu Beginn mit den meisten Nationen im Krieg | ×                             |
| #                                   |                                      | Huronen-Konföderation         | animistisch                   |                                                                                               | ×                             |
| #                                   |                                      | Prärievölker                  | animistisch                   |                                                                                               | ×                             |
| #                                   |                                      | Pueblo                        | animistisch                   |                                                                                               | ×                             |
| #                                   |                                      | Inuit                         | animistisch                   |                                                                                               | ×                             |
| #                                   |                                      | Cherokee                      | animistisch                   |                                                                                               | ×                             |
| #                                   |                                      | Irokesen-Konföderation        | animistisch                   |                                                                                               | ×                             |
| #                                   |                                      | Hessen                        | protestantisch                | kann im Verlauf des Spiels die Unabhängigkeit erlangen                                        | ×                             |
| #                                   |                                      | Norwegen                      | protestantisch                | kann im Verlauf des Spiels die Unabhängigkeit erlangen                                        | ×                             |
| Schottland                          |                                      | Schottland                    | protestantisch                | kann im Verlauf des Spiels die Unabhängigkeit erlangen                                        | ×                             |
| #                                   |                                      | Griechenland                  | orthodox                      | kann im Verlauf des Spiels die Unabhängigkeit erlangen                                        | ×                             |
| #                                   |                                      | Québec                        | katholisch                    | kann im Verlauf des Spiels die Unabhängigkeit erlangen                                        | ×                             |
| Ungarn 1867                         |                                      | Ungarn                        | katholisch                    | kann im Verlauf des Spiels die Unabhängigkeit erlangen                                        | ×                             |
| Mexiko 1823                         |                                      | Mexiko                        | katholisch                    | kann im Verlauf des Spiels die Unabhängigkeit erlangen                                        | ×                             |
| Kolumbien                           |                                      | Großkolumbien                 | katholisch                    | kann im Verlauf des Spiels die Unabhängigkeit erlangen                                        | ×                             |
| #                                   |                                      | Irland                        | katholisch                    | kann im Verlauf des Spiels die Unabhängigkeit erlangen                                        | ×                             |
| Sizilien Konigreich                 |                                      | Neapel & Sizilien             | katholisch                    | kann im Verlauf des Spiels die Unabhängigkeit erlangen                                        | ×                             |
| Durrani Reich                       |                                      | Afghanistan                   | muslimisch                    | kann im Verlauf des Spiels die Unabhängigkeit erlangen                                        | ×                             |
| Agypten 1882                        |                                      | Mamelucken                    | muslimisch                    | kann im Verlauf des Spiels die Unabhängigkeit erlangen                                        | ×                             |
| #                                   |                                      | Punjab                        | sikh                          | kann im Verlauf des Spiels die Unabhängigkeit erlangen                                        | ×                             |
| #                                   |                                      | Schleswig-Holstein            | protestantisch                | aus der Verkaufsversion des Spiels herausgeschnitten                                          | ×                             |
| #                                   |                                      | Mecklenburg                   | protestantisch                | aus der Verkaufsversion des Spiels herausgeschnitten                                          | ×                             |
|                                     | #                                    | Alte Eidgenossenschaft        | protestantisch                | aus der Verkaufsversion des Spiels herausgeschnitten                                          | ×                             |
| #                                   |                                      | Toskana                       | katholisch                    | aus der Verkaufsversion des Spiels herausgeschnitten                                          | ×                             |
| #                                   |                                      | Khanat Chiwa                  | muslimisch                    | aus der Verkaufsversion des Spiels herausgeschnitten                                          | ×                             |

## Entwicklungsgeschichte
Die Entwicklung von Empire: Total War begann nach der Veröffentlichung von Rome: Total War im Jahr 2004. Während der unmittelbare Nachfolger dieses Titels, Medieval II: Total War, überwiegend in einer Abteilung des Entwicklers Creative Assembly in Australien produziert wurde, konzipierte das britische Studio eine neue technische Basis für Empire. Geleitet wurde die Entwicklung von Michael Simpson und James Beddow, die bereits an früheren Total-War-Titeln beteiligt waren.
Am 22. August 2007 wurde das Spiel vom Entwickler und dem Publisher Sega auf der Leipzig Games Convention angekündigt. Die Entwickler stellten dort verschiedene geplante Neuerungen vor wie die Entwicklung von Seeschlachten und die neue Spieleengine mit Namen Warscape. Die Warscape-Engine wurde für Feuergefechte mit Musketen und Kanonen optimiert, dies war notwendig, da in früheren Total-War-Titeln Nahkämpfe mit Schwertern, Säbeln und anderen Nahkampfwaffen dominierten. Demos oder anderes Bildmaterial wurde allerdings nicht gezeigt, da das Spiel noch in einem sehr frühen Entwicklungsstadium war.
In den folgenden Monaten veröffentlichte der Entwickler mehrere Screenshots, die verschiedene neue Elemente zeigten. Parallel dazu arbeitete Creative Assembly am Titel Viking: Battle for Asgard, einem Action-Adventure. Am 10. Juli 2008 wurde ein erster Trailer gezeigt, der aus verschiedenen Spielsequenzen zusammengeschnitten wurde. Im Anschluss wurde auf der Messe Electronic Entertainment Expo in Los Angeles eine spielbare Vorschau auf die Seegefechte, die im Spiel enthalten sein sollten, vorgeführt. Ebenfalls gaben die Entwickler an, dass das Spiel vermutlich im Frühjahr 2009 erscheine.
Auf der Games Convention in Leipzig im August 2008 wurden erstmals Landschlachten vorgeführt. Ebenfalls kündigten die Entwickler an, dass das Spiel aus dem Alpha-Entwicklungsstadium hinaus sei, die Entwicklung also voranschreite und der 6. Februar das angepeilte Veröffentlichungsdatum sei. Weiterhin gaben sie einen Einblick in die episodisch aufgebaute Kampagne, die den Aufstieg der 13 Kolonien behandelt.
Am 28. Oktober 2008 gaben die Entwickler bekannt, dass das Spiel als erster Serienteil an die Internet-Vertriebsplattform Steam gebunden sei und Spieler daher zum Spielen ein Steam-Benutzerkonto einrichten müssen. In einem Interview gab der Designer Jan van der Crabben nach Kritik einiger Spieler mehrere Gründe für die Verwendung von Steam an, beispielsweise die schnelle Verfügbarkeit von Updates. Im Dezember wurde bekannt gegeben, dass sich die Entwicklung des Spiels verzögerte und eine Verschiebung der Veröffentlichung um einen Monat zu erwarten sei. Am 20. Februar 2009 wurde schließlich eine Demoversion über Steam veröffentlicht, die eine kurze Einführung und zwei historische Gefechte, die Schlacht von Brandywine und die Schlacht von Lagos, enthielt.
Die Spielmusik wurde von Richard Beddow, Richard Birdsall, Walter Nair und Simon Ravn komponiert. Gespielt wurde sie vom slowakischen Symphonieorchester.

## Veröffentlichung
Am 3. März 2009 wurde das Spiel schließlich in Nordamerika veröffentlicht. In Europa erschien das Spiel einen Tag und in Australien zwei Tage später. Die Covergestaltung variierte dabei zwischen den einzelnen Regionen. Auf dem Cover von Empire sind mehrere Soldaten abgebildet, von denen einer eine Flagge trägt. Die einzelnen Versionen unterscheiden sich im Hinblick auf diese Motive. So tragen beispielsweise auf der amerikanischen Version die Soldaten US-Uniformen, während das deutsche Cover preußische Uniformen zeigt.
Darüber hinaus wurde eine Sonderedition mit dem Titel Special Forces Edition veröffentlicht, die sechs zusätzliche Einheiten für einzelne Fraktionen beinhaltet, etwa das Linienschiff Victory oder das Bulkeleys Regiment für Großbritannien. Weiterhin sind eine gedruckte Karte der Kampagnenkarte sowie eine DVD mit Bonusmaterial enthalten. Zusätzliche Einheiten erhielten ebenfalls diejenigen, die das Spiel vorbestellt hatten. Die Spieleversionen der Handelskette GameStop enthielten das amerikanische Kriegsschiff Constitution. Bei Bestellung über das Versandhaus Amazon wurden Dahomey-Amazonen, kampfstarke afrikanischen Infanteristen, dem Spiel hinzugefügt. Karstadt-Käufern waren die preußischen Elite-Kavalleristen Totenkopfhusaren zugänglich. Weitere Zusatzinhalte folgten in den Monaten nach der Veröffentlichung des Spiels in Form von käuflich erwerbaren, herunterladbaren Paketen (DLCs).
Nach der Veröffentlichung des Spiels veröffentlichten die Entwickler zahlreiche Patches, da viele Nutzer über technische Schwierigkeiten, etwa Abstürze oder gravierende Mängel der künstlichen Intelligenz klagten. So kam es zu häufigen Beschwerden in den Foren von Sega und Creative Assembly sowie zu negativen Benutzerbewertungen bei Portalen wie Metacritic, dort sank die Bewertung auf 67 %. Für Kritik sorgte neben den zahlreichen Spielfehlern auch die schwache Performance, selbst auf leistungsstarken Systemen, die dadurch entstand, dass Empire nicht in der Lage war, Systeme mit mehr als zwei Prozessorkernen zu unterstützen. Außerdem war das Spiel inkompatibel mit der neuesten Generation von Nvidia-Grafikkartentreibern, die kurz vor Veröffentlichung des Spiels erschien. Für weitere Fehler sorgte die Bindung des Spiels an die Plattform Steam.
Ende Juni 2009 veröffentlichte Sumthing Else Music Works mit Lizenz von Sega die Spielmusik. Im Oktober 2009, sieben Monate nach der Veröffentlichung, nahm der an der Entwicklung von Empire: Total War beteiligte Designer Mike Simpson in einem Blog Stellung zu den Problemen, die das Spiel habe und gab als Hauptursache für die Fehler Zeitdruck an.
Am 1. Oktober 2010 erschienen die beiden Total-War-Titel gemeinsam als Game of The Year Edition zusammen mit allen DLCs beider Spiele. Im September 2012 veröffentlichte das Unternehmen Feral Interactive eine Portierung des Spiels für Mac OS. Im Dezember 2014 gab Feral auch eine Portierung für Linux-Systeme mit 64-Bit-Architektur heraus.

## Erweiterungen

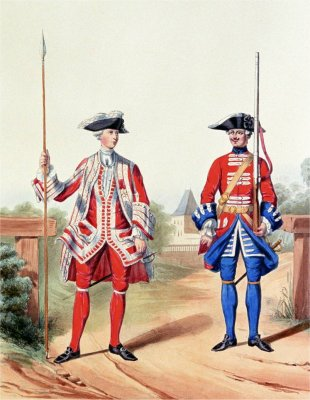
Truppen der Schweizergarde

Für Empire: Total War wurden nach Veröffentlichung mehrere kostenpflichtige Zusatzinhalte zum Herunterladen angeboten.
Am 22. Juni 2009 erschien das erste DLC mit dem Titel Elite Units of the West. Das Paket beinhaltet insgesamt 14 an historische Vorbilder angelehnte Einheiten für die europäischen Großmächte sowie für die USA, die sowohl im Einzelspieler- als auch im Mehrspieler-Modus zur Verfügung stehen. Zu ihnen zählen beispielsweise die Schweizergarde, das Leibhusarenregiment von Ziethen, Bosniaken, Freikorps und US Marines.
Im September 2009 wurde eine Erweiterung mit dem Titel The Warpath Campaign angekündigt. Sie sollte im folgenden Monat erscheinen und die Kämpfe in Nordamerika zwischen Indianern und Kolonialisten zum Thema haben. Etwa einen Monat vorher wurde bereits der Nachfolger Napoleon: Total War angekündigt, der auf der Basis von Empire basieren sollte. The Warpath Campaign befasst sich mit den nordamerikanischen Indianern. Es erweitert das Hauptspiel um eine neue, detaillierte Karte von Nordamerika und einer Indianer-Kampagne, in der man sein Land gegen die eindringenden Europäer und feindliche Stämme verteidigen muss. Mit den Irokesen, Huronen, Plains-Indianer, Cherokee und Pueblo-Indianern wurden die fünf Indianer-Fraktionen des Grundspiels aufgegriffen, die um neue Einheiten, neue Technologien und individuelle Ziele erweitert wurden. Außerdem stehen den neuen Fraktionen mit Schamanen und Kundschaftern zwei neue Typen von strategischen Einheiten zur Verfügung. Die neuen Fraktionen können sowohl im Einzelspieler-Modus als auch im Mehrspieler-Modus gespielt werden.
Zusammen mit The Warpath Campaign wurde mit Special Forces Units & Bonus Content ein weiteres Einheitenpaket veröffentlicht. Es enthält die Einheiten der Special-Forces-Version von Empire: Total War sowie die besonderen Einheiten, die bei den Vorverkäufen als Bonus dazugegeben wurden.
Mit Elite Units of America erschien am 7. Dezember 2009 ein weiteres Einheitenpaket, das 15 Einheiten für die USA, Großbritannien und Frankreich beinhaltet. Die Vorbilder für die Einheiten stammen aus dem Amerikanischen Unabhängigkeitskrieg. Die Einheiten stehen wie üblich sowohl im Einzelspieler-Modus als auch im Mehrspieler-Modus zur Verfügung, jedoch können sie nur unter bestimmten Bedingungen rekrutiert werden.
Im Frühjahr 2010 erschien das DLC Elite Units of the East. Es erweitert Empire: Total War ein weiteres Mal um neue Einheiten. Diesmal wurde der Schwerpunkt auf die asiatischen Fraktionen gelegt. Das Osmanische Reich und das Marathenreich erhalten insgesamt zwölf neue Einheiten, die unter bestimmten Voraussetzungen in einzelnen Provinzen rekrutiert werden können.
Im April 2010, nach der Veröffentlichung des Nachfolgers Napoleon: Total War, erschien ein Erweiterungspaket, das alle bereits erschienen DLCs beinhaltet.
Neben diesen offiziellen DLCs entwickelten Spieler für Empire: Total War selbst zahlreiche inoffizielle Erweiterungen, sogenannte Modifikationen. Diese ergänzen das Spiel um neue Einheiten oder nehmen Veränderungen am Kampf- und am Wirtschaftssystem des Spiels vor. Umfangreiche Modifikationen, etwa der Darth Mod, übertreffen an Inhalt sogar einige der offiziellen Erweiterungen von Creative Assembly.

## Rezeption

### Vorschauberichte
In einem Test einer frühen Version von Empire schrieb Roland Austinat von der Zeitschrift GameStar, dass das Spiel sowohl grafisch als auch spielerisch überzeugend wirke. Insbesondere die Seeschlachten wirken wie eine gut inszenierte Neuerung. Nach der Vorstellung auf der Games Convention in Leipzig lobte Jason Ocampo vom Online-Magazin GameSpot, dass die Entwickler das Spielprinzip früherer Total-War-Titel an vielen Stellen verbessert haben.
Im Anschluss an die Ausstellung auf der Electronic Entertainment Expo 2008 nominierte das Online-Magazin IGN das Spiel als bestes Strategiespiel der Messe. GameSpot verlieh dem Titel nach der Messe einen Editor’s Choice Award.

### Rezensionen
Empire: Total War wurde von der Spielepresse mehrheitlich positiv aufgenommen. Auch Magazine, die sich nur am Rande mit Videospielen befassen, etwa der Spiegel und die c’t, kommentierten und lobten das Spiel.
Steve Butts von IGN vergab für Empire: Total War eine hohe Wertung. Er lobte die spielerischen Neuerungen, etwa die Seeschlachten oder das überarbeitete Provinzsystem. Auch die optische Präsentation, durch die vor allem Feuergefechte und Artillerieschüsse sehr realistisch und beeindruckend wirken, wird positiv hervorgehoben. Die inhaltliche Gestaltung des Spiels biete große Vielfalt, allein aufgrund der 13 verschiedenen spielbaren Fraktionen, die sich voneinander in ihren Ausgangsbedingungen deutlich unterscheiden.
Der Autor Kevin van Ord von der Spiele-Webseite GameSpot lobte ebenfalls den außergewöhnlich großen und historisch ziemlich genauen Umfang. Die vielfältigen Truppentypen und die Gestaltung der Kampagnenkarte bieten den Spielern zahlreiche vielfältige Spieloptionen. Auch die Darstellung der Land- und Seegefechte bewertete er als unterhaltsam und gut inszeniert. Er bemängelte im Gegenzug vor allem technische Probleme, etwa die schwache künstliche Intelligenz, lange Ladezeiten und Stabilitätsprobleme.
Tester Stephan Fassmer von dem deutschen Online-Magazin Gameswelt hob wie die beiden anderen Autoren die große Fülle an Spielinhalt positiv hervor. Das Erweitern des alten Spielprinzip um viele neue Elemente wie Provinzverwaltung, Ministerium und Forschung verleihen dem Spiel großen Tiefgang. Auch die Grafik, deren Qualität sich besonders bei den Seeschlachten zeige, erhielt von ihm Lob. Ebenso der Ton, der realistisch und passend sei. Als einzigen Kritikpunkt nannte der Autor die Bindung des Spiels an das umstrittene Steam.
Jörg Luibl vom deutschen Spielemagazin 4Players lobte die spielerische Tiefe, die vor allem im strategischen Part durch Elemente wie Geheimdiplomatie, rebellische Bevölkerungen und Provinzentwicklung deutlich werde. Beim taktischen Part hingegen kritisierte er das Fehlen von Tiefe, da die Schlachtfelder insgesamt recht ähnlich verlaufen und es keine wirklichen Stadtkämpfe gebe. Die große Truppenvielfalt gleiche dies allerdings aus. Den Ton bewertete der Autor als stimmig. Als Mangel sah der Verfasser das Fehlen eines richtigen Mehrspieler-Modus. Ferner kritisierte er vereinzelte Animations- und Physikfehler sowie lange Ladezeiten.
Der Autor Michael Graf von der Zeitschrift GameStar vergab ebenfalls eine hohe Wertung. Er lobte die sehr gute Grafik, die sich vor allem in detailliert gestalteten Soldaten und Schiffen zeige. Den Umfang des Spiels bewertete er zwar als außergewöhnlich groß, allerdings bemängelte er, dass ein paar Nationen, etwa die Schweiz und China fehlen, obwohl sie in dieser Zeit bedeutend waren. Negative Kritik erhielt in erster Linie die künstliche Intelligenz des Spiels, die besonders im militärischen Bereich oft unlogisch handle. Bei der Diplomatie hingegen habe sich die KI im Vergleich mit früheren Total-War-Spielen merklich verbessert.
Kieron Gillen, Tester des Online-Magazins Eurogamer, beschrieb die Kampagnenkarte als endlos. Die Fülle an Inhalt biete den Spielern zahllose verschiedene Wege, zum Sieg zu gelangen, wodurch der Wiederspielwert sehr hoch sei. Kritik übte auch er an der künstlichen Intelligenz, die mit ihrer Aufgabe überfordert sei und häufig selbstmörderische Kriege anfange oder sinnlose Tauschgeschäfte anbiete. Die taktische KI hingegen, die bei den Schlachten zum Tragen kommt, beschrieb der Autor positiv. Insgesamt bewertete er das Spiel als sehr gut und lediglich mit kleineren Schwächen versehen.

### Auszeichnung
Empire: Total War wurde für eine Auszeichnung der British Academy of Film and Television Arts in der Kategorie des besten Strategiespiels 2010 nominiert, die er gewann.

### Verkaufszahlen
Empire: Total War verkaufte sich von allen bis dato erschienen Total-War-Spielen bei Verkaufsstart am besten. In der ersten Verkaufswoche wurden von dem Titel doppelt so viele Kopien wie von den beiden Vorgängern Rome und Medieval II abgesetzt. Für das gesamte Jahr 2009 gab Sega an, dass 810.000 Einheiten des Spiels verkauft wurden.
Auf dem US-amerikanischen Markt führte es gemäß einer Statistik der NPD Group in den ersten Wochen nach seiner Veröffentlichung die Verkaufscharts der PC-Titel für die ersten drei Verkaufswochen an. In der letzten Märzwoche fiel der Titel auf Rang zwei zurück. Dennoch führte Empire die Verkaufsstatistik der PC-Spiele für den gesamten Monat März an. Im April und Mai hielt das Spiel den dritten Rang unter den PC-Spielen. In einer Jahresbilanz der NPD Group belegte das Spiel den zehnten Rang der meistverkauften Titel für PC.
In Großbritannien war der Empire: Total War laut einer Erhebung der Gesellschaft für Konsumforschung (GfK) bereits in der ersten Verkaufswoche das am meisten abgesetzte Spiel in Großbritannien. Für den deutschen Markt gab der Elektronikhändler Saturn an, dass das Spiel in der ersten Märzwoche der meistverkaufte PC-Titel war. Diese Position hielt es auch noch Ende März und Mitte April.
Für den australischen Markt gab die GfK an, dass Empire im gleichen Zeitraum ebenfalls das am meisten verkaufte PC-Spiel war. Im plattformübergreifenden Vergleich belegte es Rang vier hinter den Titeln Halo Wars, Wii Fit und Killzone 2.

## Ableger
Ein Jahr nach der Veröffentlichung von Empire erschien mit Napoleon: Total War ein Ableger. Zeitlich spielt es vor dem Hintergrund des Aufstiegs Frankreichs zur europäischen Hegemonialmacht unter Napoleon Bonaparte. In Bezug auf Spielmechanik und Technik basiert es weitgehend auf Empire: Total War. Überarbeitungen erfolgten primär in technischer und optischer Hinsicht. So wurde die künstliche Intelligenz laut Angaben der Entwickler verbessert und die Bedienoberfläche geringfügig geändert.
Das Spiel wurde von der Spielepresse positiv aufgenommen, erhielt allerdings leicht schwächere Wertungen als Empire. Zwei häufig genannte Kritikpunkte waren geringe Innovationen gegenüber dem Vorgänger sowie Stabilitätsprobleme, die es von Empire geerbt habe.